# Bijltjespad

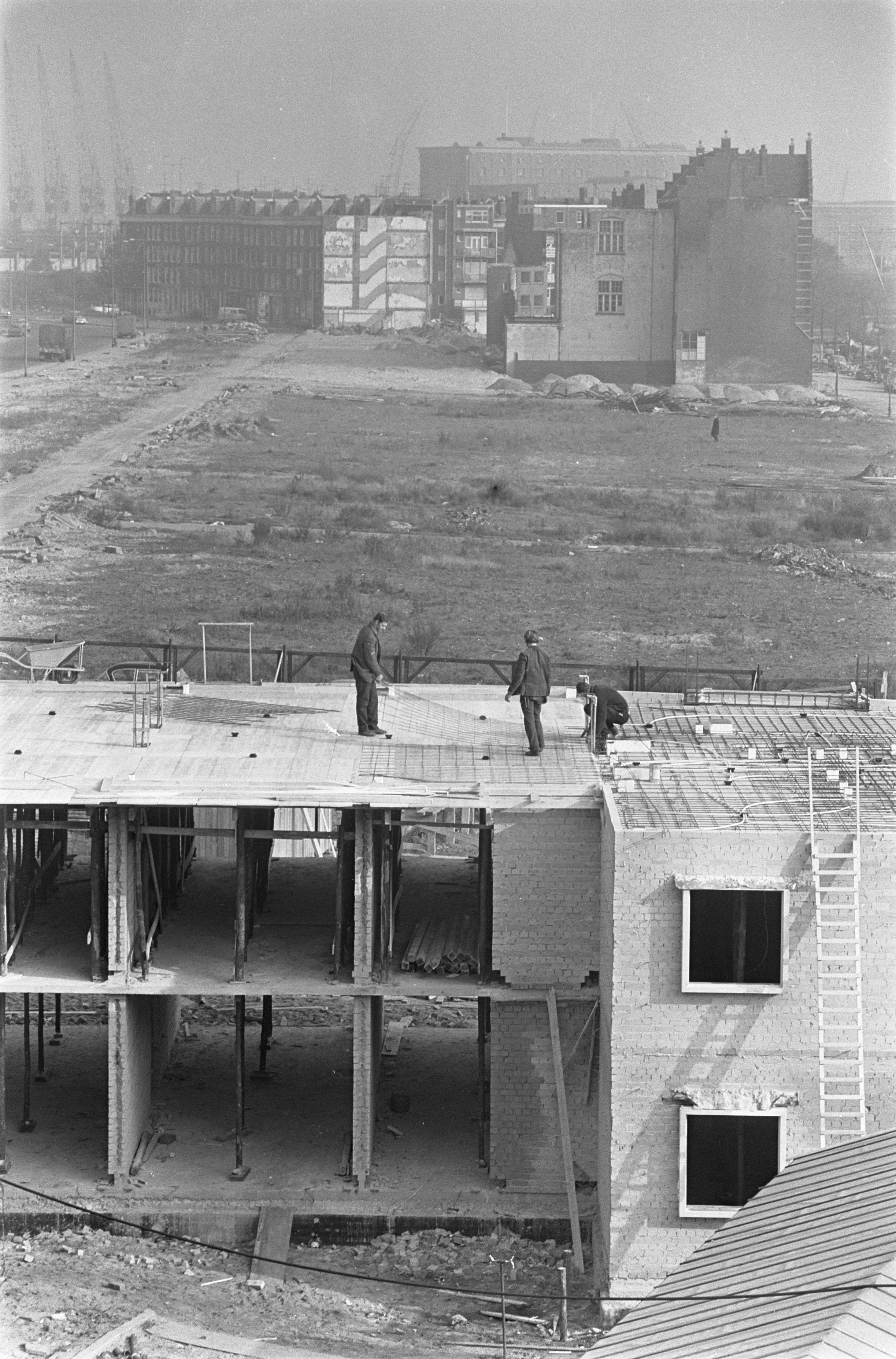
Studentenhuis Bijltjespad in aanbouw op een reeds grotendeels gesloopt Kattenburg (1968)

Het Bijltjespad is een doodlopende autovrije zijstraat van de Kattenburgerstraat op het eiland Kattenburg in de wijk de Oostelijke Eilanden in Amsterdam. Aan het Bijltjespad bevindt zich aan de even zijde een studentencomplex. De woningen aan de overzijde behoren tot de Kattenburgerhof.
De straatnaam is afgeleid van Bijltjes, een bijnaam voor de in het verleden op de vele scheepswerven in deze wijk werkzame Kattenburgers. Zij stonden bekend als een roerig volkje; de bijltjes waren hun belangrijkste timmermansgereedschap.